# GPT-SW3
GPT-SW3 är en språkmodell för nordiska språk och som bygger på artificiell intelligens (AI).
GPT står för Generative Pre-trained Transformer, SW står för Sweden och 3 anger att det är den tredje generationens GPT. GPT-SW3 är den första språkmodellen för de nordiska språken och har utvecklats av AI Sweden i samarbete med WASP och RISE med finansiering från Vinnova. GPT-SW3 kan användas för bland annat textanalys, klassificering, textgenerering, textbearbetning, innehållsmoderering och chattfunktioner.
GPT-SW3 har släppts i sex olika storlekar på mellan 126 miljoner och 40 miljarder parametrar. Utvecklare måste själva bygga en produkt eller tillämpning med hjälp av GPT-SW3, då GPT-SW3 inte är en färdig tjänst. GPT-SW3 är fritt tillgänglig för företag och organisationer att använda i produkter och tjänster och kan köras på egen hårdvara. Avsikten med GPT-SW3 är att lösa problem med oklara licensvillkor och otydligheter med träningsdata, som omger storskaliga språkmodeller. Data till modellen kommer från bland annat Fass, 1177, Litteraturbanken, Wikipedia, Flashback, Familjeliv och Reddit.